# Banvillars
Banvillars település Franciaországban, Territoire de Belfort megyében. Lakosainak száma 290 fő (2022. január 1.). Banvillars Urcerey, Brevilliers, Échenans-sous-Mont-Vaudois, Argiésans és Dorans községekkel határos.

## Népesség
A település népességének változása:
| Lakosok száma | 275  | 283  | 289  | 282  | 285  | 288  | 291  | 293  | 290  |
|               | 2013 | 2015 | 2016 | 2017 | 2018 | 2019 | 2020 | 2021 | 2022 |